# Yvette Lebon
Pour les articles homonymes, voir Lebon.
Simone Lebon-Wachsberger, connue comme Yvette Lebon, est une actrice française, née le 14 août 1910 à Paris, et morte le 28 juillet 2014 à Cannes.

## Biographie
Après des cours de danse et de peinture, Yvette Lebon fait de la figuration au cinéma. Marc Allégret la remarque et l'engage pour Zouzou avec Joséphine Baker, Jean Gabin et Illa Meery (qui fut un temps la maîtresse du chef de la Gestapo française sous l’occupation allemande). Elle tourne avec Max Ophuls, tient le premier rôle féminin dans Marinella aux côtés de Tino Rossi, tourne avec Antonin Berval. Elle monte sur scène pour jouer dans Les petites cardinal un opéra-bouffe d'Albert Willemetz et Arthur Honegger puis épouse Roger Duchesne. On croise Yvette Lebon au côté de Corinne Luchaire dans les romans de Patrick Modiano.
Après avoir donné la réplique en 1941 à Charles Trenet dans la Romance de Paris, elle rencontre en 1943 Sacha Guitry dont elle devient la maîtresse. Guitry lui offre un rôle dans Le Destin fabuleux de Désirée Clary. Pendant l'Occupation, elle a pour amant Jean Luchaire, tête de file de la presse française collaborationniste et fréquente le chef de la Gestapo française Henri Lafont au siège de la Carlingue la rue Lauriston. Elle y côtoie celles que l'on appellera « les comtesses de la Gestapo ». Revenant sur cette période en 2010, elle plaide avant tout l'insouciance : « Je ne sais jusqu'à quel point on se rendait compte. Quand on était un peu privilégié, il y avait du champagne. On ne manquait de rien ».
Elle parvient à échapper aux poursuites à la Libération et recommence à tourner à partir de 1945 dans des productions d'un intérêt discutable. Jean Luchaire sera fusillé au fort de Châtillon le 22 février 1946, pour intelligence avec l’ennemi, après un procès hâtif en janvier.
Elle épouse, après la guerre, le producteur américain Nathan Wachsberger, qui la fait tourner dans des productions italiennes notamment le péplum Ulysse contre Hercule en 1962. Après deux films avec Gérard Barray, elle disparaît peu à peu des écrans à partir des années 1960 et 1970. Elle croisera la route du couple Serge Gainsbourg et Jane Birkin pour le film Cannabis (1970). Son fils, Patrick Wachsberger, est président de Summit Entertainment.
Yvette Lebon était la doyenne des acteurs français, devançant Renée Simonot (1911-2021). Ses obsèques ont eu lieu à Hollywood (Californie), où travaille son fils.

## Filmographie
- 1931 : Rive gauche, d'Alexander Korda
- 1932 : Il est charmant, de Louis Mercanton
- 1934 : Le Chéri de sa concierge, de Giuseppe Guarino : Odette
- 1934 : Zouzou, de Marc Allégret : Claire
- 1935 : Coup de vent, de Jean Dréville
- 1935 : Divine, de Max Ophüls : Roberte
- 1936 : Michel Strogoff, de Jacques de Baroncelli et Richard Eichberg : Nadia Fédor
- 1936 : Les Mariages de Mademoiselle Lévy, d'André Hugon : Minna Lévy
- 1936 : Marinella, de Pierre Caron : Lise
- 1937 : Trois Artilleurs au pensionnat de René Pujol : Monique
- 1937 : Romarin, d'André Hugon : Nine
- 1937 : Le Chanteur de minuit, de Léo Joannon : Annie
- 1938 : Abus de confiance, d'Henri Decoin : Alice
- 1938 : Le Cantinier de la coloniale, d'Henry Wulschleger : Lucie
- 1938 : Gibraltar, de Fedor Ozep : Maud Wilcox
- 1940 : L'Homme qui cherche la vérité, d'Alexander Esway : Gracieuse
- 1941 : Romance de Paris, de Jean Boyer : Jeannette
- 1942 : Le Moussaillon, Jean Gourguet : Madeleine
- 1942 : Le Destin fabuleux de Désirée Clary, de Sacha Guitry : Julie Clary
- 1943 : La Chèvre d'or, de René Barberis : Norette
- 1945 : Paméla, de Pierre de Hérain : Mme Tallien
- 1946 : Monsieur Grégoire s'évade, de Jacques Daniel-Norman : Angèle Grégoire
- 1947 : Les Amours de Blanche Neige (Wintermelodie), d'Edi Wieser
- 1952 : Milady et les Mousquetaires (Il boia di Lilla), de Vittorio Cottafavi : Milady
- 1953 : Le Prince au masque rouge (Il cavaliere di Maison Rouge), de Vittorio Cottafavi : Margo
- 1955 : Sophie et le Crime, de Pierre Gaspard-Huit : Mme Gontcharoff
- 1956 : Maruzella (Maruzzella) de Luigi Capuano : Donna Carmela
- 1957 : Les Mystères de Paris (I misteri di Parigi), de Fernando Cerchio : Sarah
- 1959 : Una gran señora de Luis César Amadori : Madame Giselle Racie
- 1960 : Les Nuits de Raspoutine (L'ultimo zar), de Pierre Chenal
- 1961 : Ulysse contre Hercule (Ulisse contro Ercole), de Mario Caiano : Junon
- 1961 : La Vallée des pharaons (Il sepolcro dei re), de Fernando Cerchio : Tegi, la reine-mère
- 1963 : Le Signe de Zorro (Il segno di Zorro), de Mario Caiano : Señora Martinez y Rayol
- 1963 : Scaramouche (La máscara de Scaramouche), d'Antonio Isasi-Isasmendi : Alice de Popignan
- 1966 : Baraka sur X 13, de Maurice Cloche : Elvire
- 1967 : Le vicomte règle ses comptes, de Maurice Cloche : Claudia
- 1967 : Toutes folles de lui, de Norbert Carbonnaux : Nine
- 1970 : Cannabis, de Pierre Koralnik : la maîtresse d'Emery
- 1971 : La Cavale, de Michel Mitrani
- 1972 : Je, tu, elles..., de Peter Földes
- 2010 : L'Occupation intime, documentaire d'Isabelle Clarke et Daniel Costelle (TV) sur la vie quotidienne sous l'occupation allemande  : elle-même

## Théâtre
- 1947 : Et vive la liberté de Jean de Létraz, Théâtre des Variétés